# كريس رايت (لاعب كرة قدم كندية)
كريس رايت (بالإنجليزية: Chris Wright) هو لاعب كرة قدم كندية أمريكي، ولد في 24 أغسطس 1972 في فالدوستا في الولايات المتحدة، وتوفي في 31 يوليو 2005 في أتلانتا في الولايات المتحدة.